# Palatul Național „Nicolae Sulac”

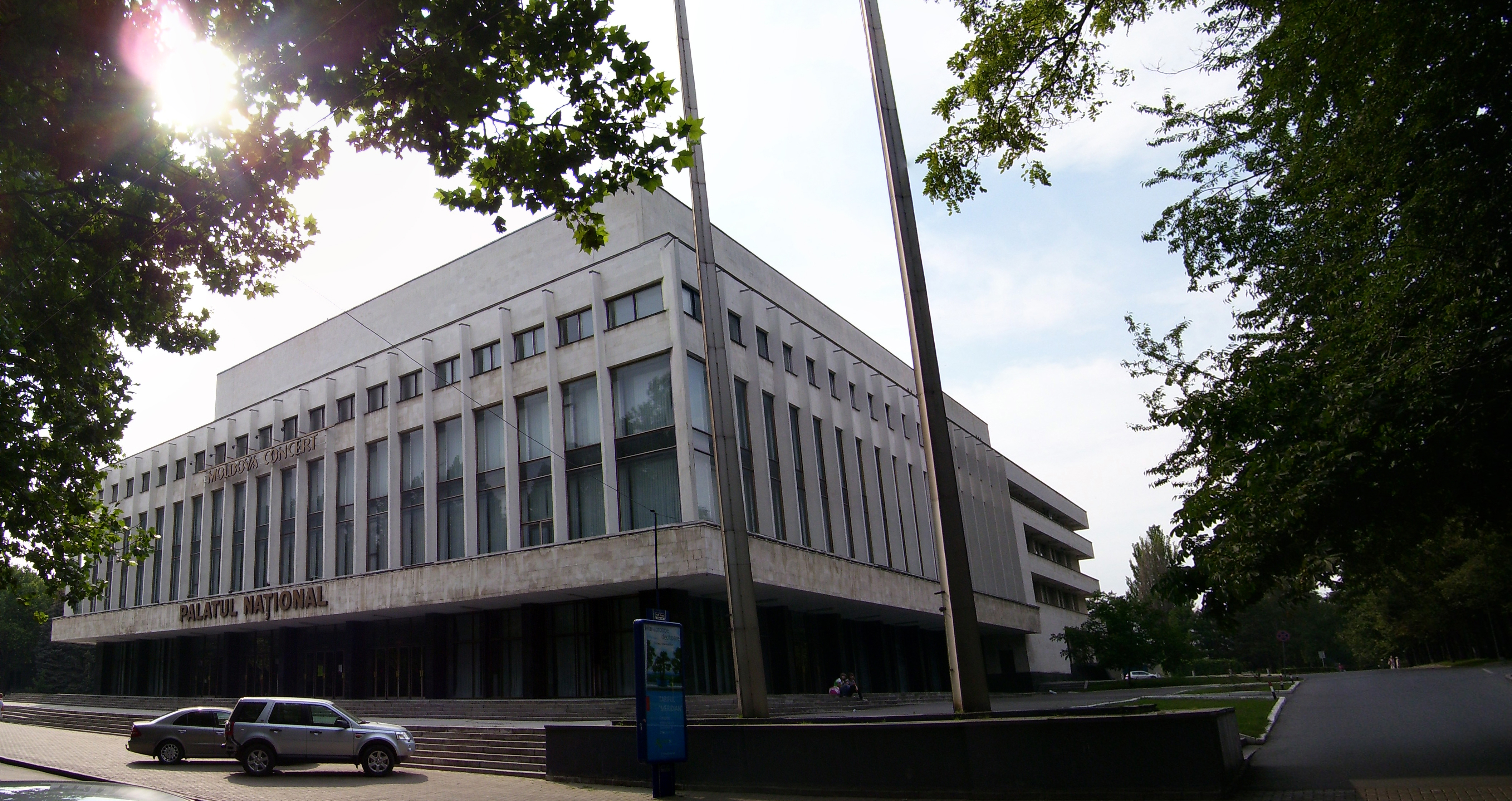
Palatul Național

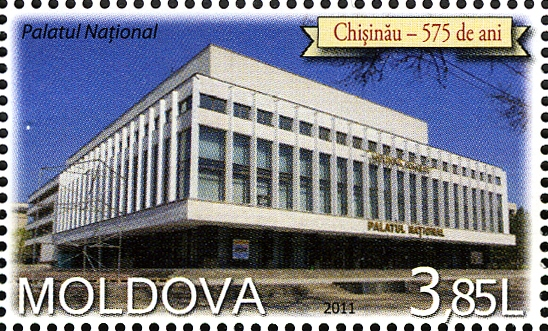
Palatul Național ilustrat pe un timbru din Republica Moldova

Palatul Național „Nicolae Sulac” este o locație de concerte și festivaluri din centrul Chișinăului (Republica Moldova). Construcția Palatului a fost finalizată în 1972 și atunci a fost numit Sala de Sesiuni, aici organizându-se spectacole de teatru și divertisment. A fost redenumit în 1990.

## Legături externe
- Palatul Național - Sala de concert (fest.md)
- Palatul Național din Chișinău (infotour.ro)